# Струм ймовірності
В квантовій механіці, струм ймовірності (або потік ймовірності) описує зміни функції щільності ймовірності.

## Визначення
Струм ймовірності {\displaystyle {\vec {j}}} визначається як
{\displaystyle {\vec {j}}={\frac {\hbar }{2mi}}\left(\Psi ^{*}{\vec {\nabla }}\Psi -\Psi {\vec {\nabla }}\Psi ^{*}\right)={\frac {\hbar }{m}}{\mbox{Im}}(\Psi ^{*}{\vec {\nabla }}\Psi )}
та задовліьняє квантово-механічне рівняння неперервності
{\displaystyle {\frac {\partial \rho }{\partial t}}+{\vec {\nabla }}\cdot {\vec {j}}=0}
зі щільністю ймовірності {\displaystyle \rho }, заданою
{\displaystyle \rho =|\Psi |^{2}}.
Рівняння неперевності є еквівалетним наступному інтегральному рівнянню:
{\displaystyle {\frac {\partial }{\partial t}}\int \limits _{V}|\Psi |^{2}dV+\int \limits _{S}{\vec {j}}\cdot {\vec {dS}}=0}
де {\displaystyle V} — объём и {\displaystyle S} − межа об'єму {\displaystyle V}. Це закон збуреження для щільності ймовірності в квантовій механіці.
Зокрема, якщо {\displaystyle \Psi } — хвильова функція окремої частинки, інтеграл в першому доданку попереднього рівняння (без похідної по часу) — ймовірність отримання значення в межах {\displaystyle V}, коли стан частинки виміряно. Другий доданок — швидкість, з якою ймовірність «витікає» з об'єму {\displaystyle V}.
Загалом рівняння свідсить, що похідна по часу ймовірності знаходження частинки в {\displaystyle V} дорівнює швидкості, по якій ймовірність
«витікає» з {\displaystyle V}.

## Приклади

### Плоска хвиля
Струм ймовірності, який можна зіставити плоскій хвилі
{\displaystyle \Psi =Ae^{i{\vec {k}}\cdot {\vec {r}}}e^{i\omega t}}
запишеться у вигляді
{\displaystyle {\vec {j}}={\frac {\hbar }{2mi}}|A|^{2}\left(e^{-i{\vec {k}}\cdot {\vec {r}}}{\vec {\nabla }}e^{i{\vec {k}}\cdot {\vec {r}}}-e^{i{\vec {k}}\cdot {\vec {r}}}{\vec {\nabla }}e^{-i{\vec {k}}\cdot {\vec {r}}}\right)=|A|^{2}{\frac {\hbar {\vec {k}}}{m}}.}
Це частка квадрата амплітуди на швидкість частинки:
{\displaystyle {\vec {v}}={\frac {\vec {p}}{m}}={\frac {\hbar {\vec {k}}}{m}}}.
Зауважте, що струм ймовірності є відмінним від нуля не дивлячись, на те, що плоскі хвилі це стаціонарний стан і отже
{\displaystyle {\frac {d|\Psi |^{2}}{dt}}=0}
всюди. Це демонструє, що частинка може рухатись, навіть якщо її площинна щільність ймовірності не має ніякої явної залежності від часу.

### Частинка в ящику
Для одновимірного ящика з нескінченним стінками довжиною {\displaystyle L}
({\displaystyle 0<x<L}), хвильові функції запишуться у вигляді
{\displaystyle \Psi _{n}={\sqrt {\frac {2}{L}}}\sin \left({\frac {n\pi }{L}}x\right)}
та нуль справа і зліва від ями. Тоді струм запишеться у вигляді
{\displaystyle j_{n}={\frac {\hbar }{2mi}}\left(\Psi _{n}^{*}{\frac {\partial \Psi _{n}}{\partial x}}-\Psi _{n}{\frac {\partial \Psi _{n}^{*}}{\partial x}}\right)=0}
оскільки {\displaystyle \Psi _{n}=\Psi _{n}^{*}.}

## Виведення рівняння неперевності
В цьому розділі рівняння неперевності виводиться із визначення струму ймовірності та основних принципів квантової механіки
Припустимо, що {\displaystyle \Psi } — хвильова функція, яка залежить від трьох змінних {\displaystyle x}, {\displaystyle y}, та {\displaystyle z}). Тоді
{\displaystyle P=\int \limits _{V}|\Psi |^{2}dV}
визначає ймовірність виміряти позицію частинки в об'ємі V. Похідна по часу запишеться у вигляді
{\displaystyle {\frac {dP}{dt}}={\frac {\partial }{\partial t}}\int \limits _{V}|\Psi |^{2}dV=\int \limits _{V}\left({\frac {\partial \Psi }{\partial t}}\Psi ^{*}+\Psi {\frac {\partial \Psi ^{*}}{\partial t}}\right)dV}
де останнє рівння припускає, що часткову похідну по часу можна внести під інтеграл (форма об'єму {\displaystyle V} не залежить від часу). Для подальшого спрощення роглянемо нестаціонарне Рівняння Шредінгера
{\displaystyle i\hbar {\frac {\partial \Psi }{\partial t}}={\frac {-\hbar ^{2}}{2m}}\nabla ^{2}\Psi +V\Psi }
і використаємо його, щоб виділити похідну по часу від {\displaystyle \Psi }:
{\displaystyle {\frac {\partial \Psi }{\partial t}}={\frac {i\hbar }{2m}}\nabla ^{2}\Psi -{\frac {i}{\hbar }}V\Psi }
Результат підстановки в попереднє рівняння для {\displaystyle {\frac {dP}{dt}}} дає
{\displaystyle {\frac {dP}{dt}}=-\int \limits _{V}{\frac {\hbar }{2mi}}\left(\Psi ^{*}\nabla ^{2}\Psi -\Psi \nabla ^{2}\Psi ^{*}\right)dV}.
Тепер після переходу до дивергенції
{\displaystyle \nabla \cdot \left(\Psi ^{*}{\vec {\nabla }}\Psi -\Psi {\vec {\nabla }}\Psi ^{*}\right)={\vec {\nabla }}\Psi ^{*}\cdot {\vec {\nabla }}\Psi +\Psi ^{*}\nabla ^{2}\Psi -{\vec {\nabla }}\Psi \cdot {\vec {\nabla }}\Psi ^{*}-\Psi {\vec {\nabla }}^{2}\Psi ^{*}}
і, оскільки, перший та третій доданки скорочуються:
{\displaystyle {\frac {dP}{dt}}=-\int \limits _{V}{\vec {\nabla }}\cdot {\frac {\hbar }{2mi}}\left(\Psi ^{*}{\vec {\nabla }}\Psi -\Psi {\vec {\nabla }}\Psi ^{*}\right)dV}
Якщо згадаємо вираз для {\displaystyle P} і зауважимо, що вираз на який діє оператор набла є {\displaystyle {\vec {j}}} тоді запишем вираз
{\displaystyle \int \limits _{V}\left({\frac {\partial |\Psi |^{2}}{\partial t}}+{\vec {\nabla }}\cdot {\vec {j}}\right)dV=0}
який є інтегральною формою рівняння неперевності. Диференціальна форма випливає з того факту, що попередні рівняння виконана для всіх об'ємів {\displaystyle V}, і інтегралом можна знехтувати
{\displaystyle {\frac {\partial |\Psi |^{2}}{\partial t}}+{\vec {\nabla }}\cdot {\vec {j}}=0.}